# Listrognathus rufitibialis
Listrognathus rufitibialis är en stekelart som beskrevs av Joseph Augustine Cushman 1929. Listrognathus rufitibialis ingår i släktet Listrognathus och familjen brokparasitsteklar. Inga underarter finns listade i Catalogue of Life.